# Левкой сивий
Левкой сивий, левкоя сива чи матіола сива (Matthiola incana) — вид рослин родини капустяні.

## Назва
В англійській мові має назву «сива матіола» (англ. hoary stock). В США називають ще «десятитижнева матіола» (англ. tenweeks stock).

## Будова
Багаторічна рослина, що має тверде стебло до 60 см висоти та 30 ширини з вузьким сіруватим чи білуватим волохатим листям до 10 см довжини. Квіти запашні, зібрані у суцвіття, варіюються від фіолетового до білого. Плід — стручок до 10 см довжини.

## Поширення та середовище існування
Зростає у Західній та Центральній Європі. Виведені численні культурні сорти та гібриди.

## Практичне використання
Рослина — пращур садового левкоя.

## Галерея

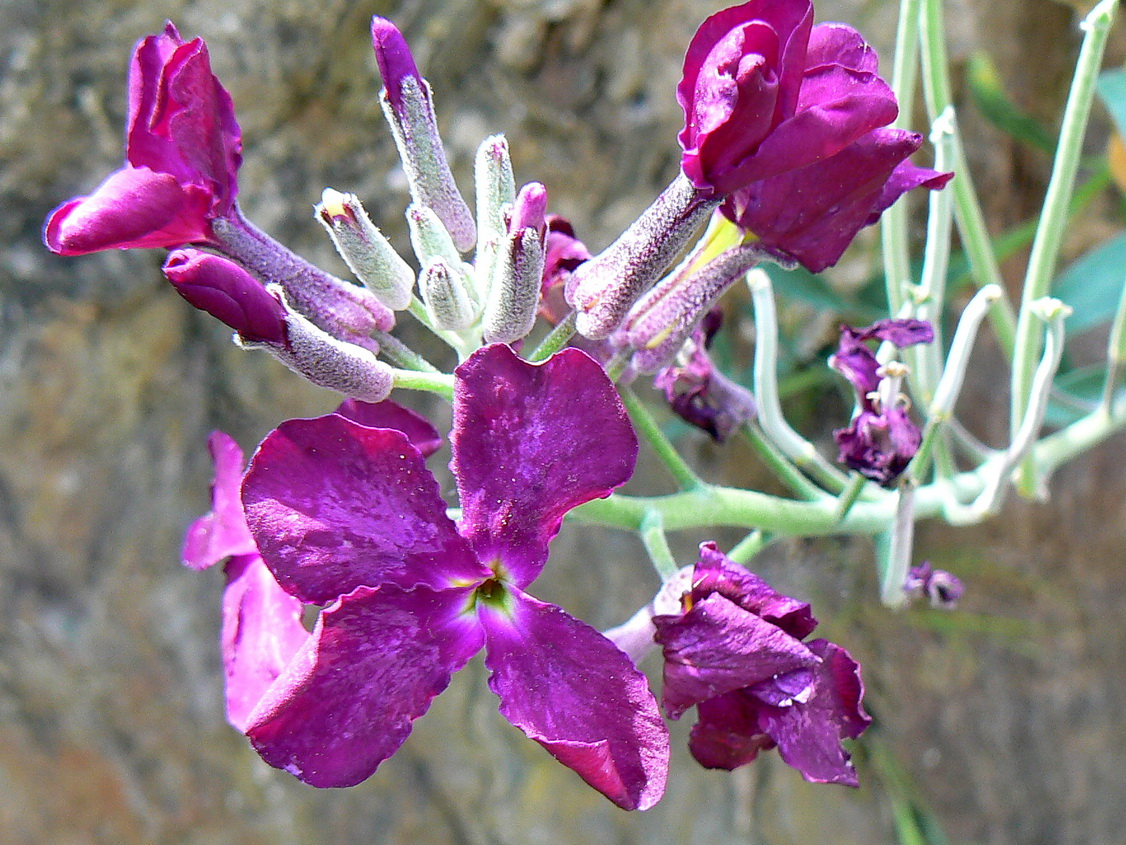
Квіти дикого левкоя
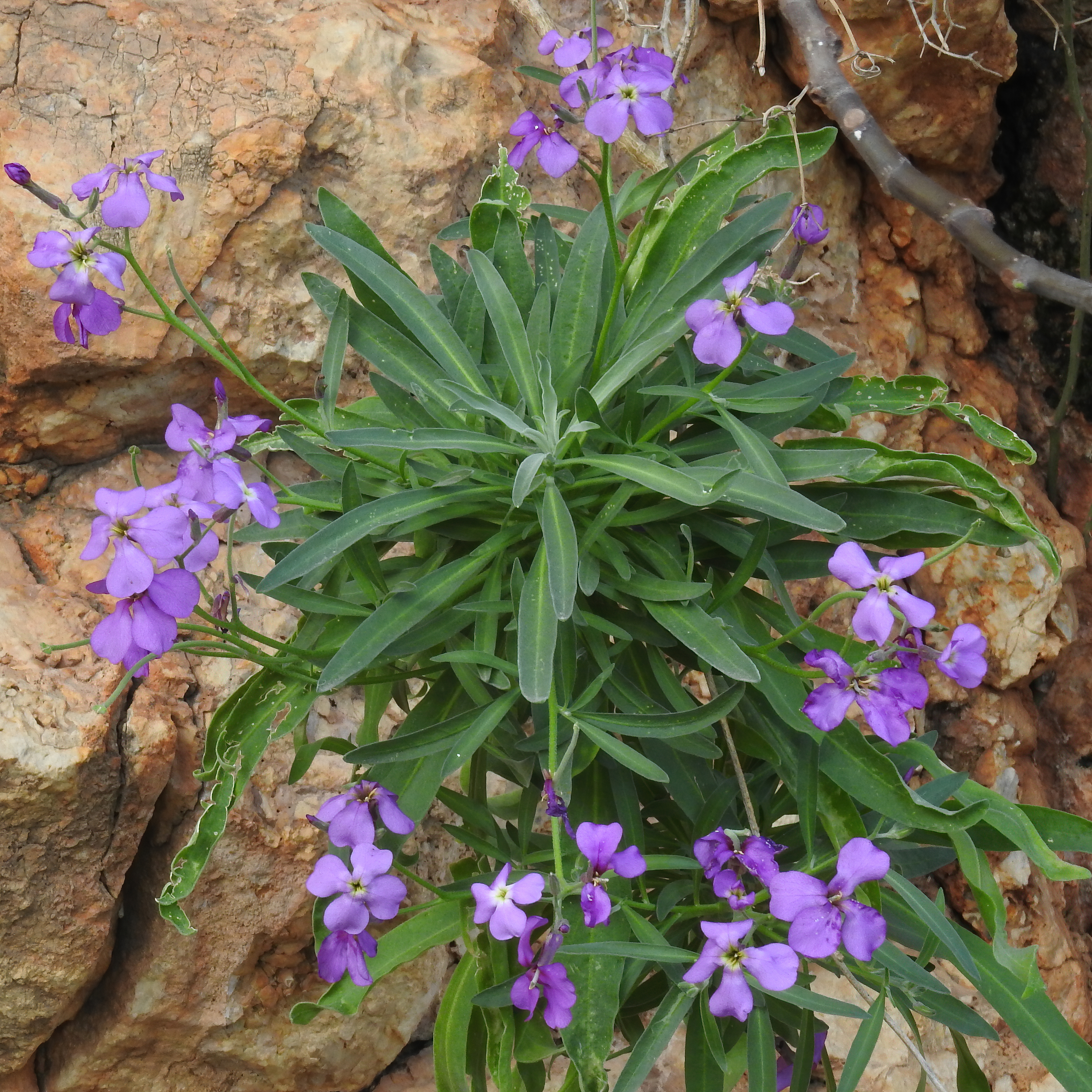
Загальний вигляд рослини
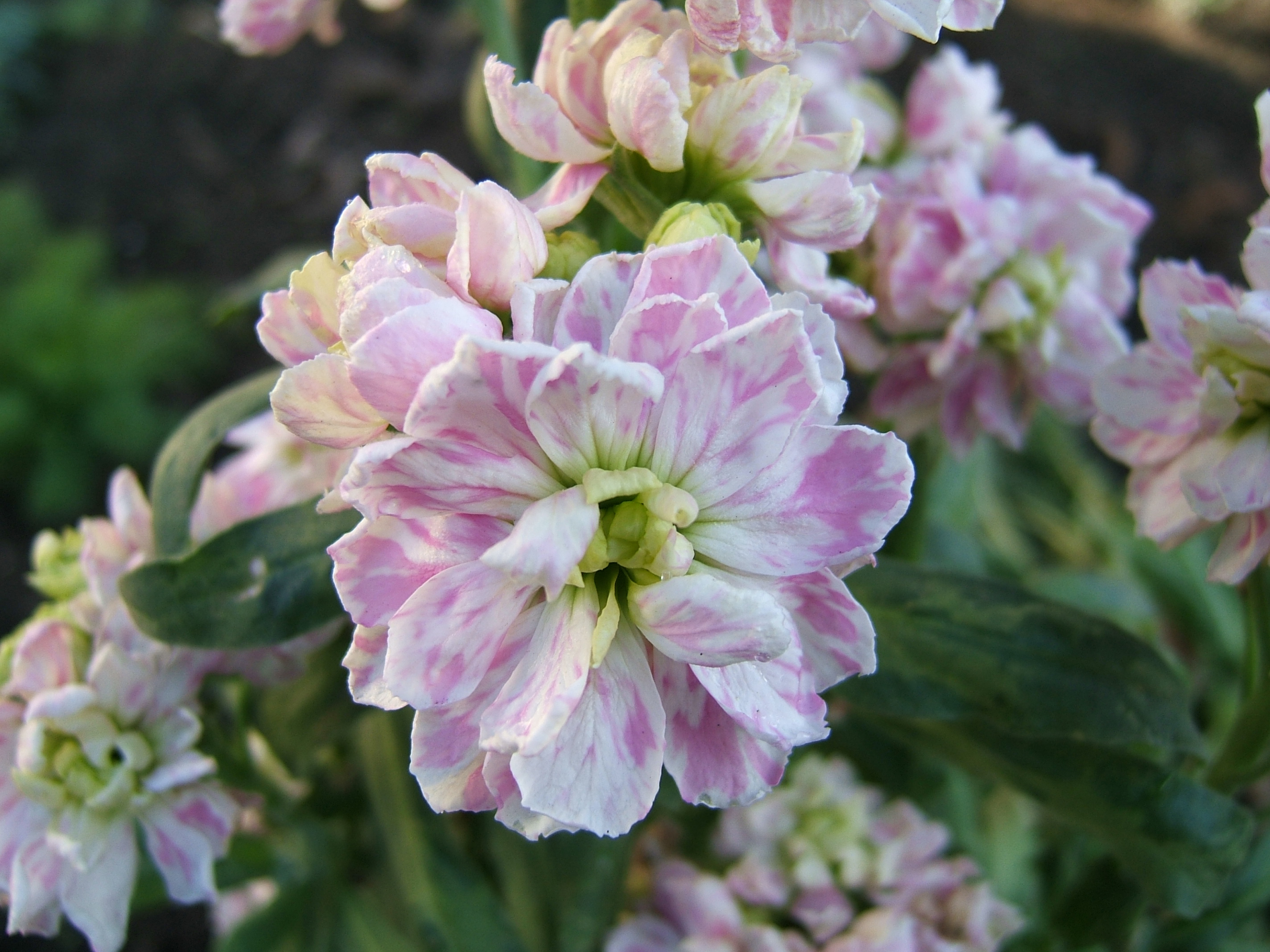
Махрова квітка культурного сорту